# Tomasz Szmuc
Tomasz Bartłomiej Szmuc (ur. 25 maja 1948 w Łańcucie) – polski profesor automatyki i informatyki, prorektor Akademii Górniczo-Hutniczej w Krakowie.

## Życiorys
Ukończył studia na Wydziale Elektrotechniki Górniczej i Hutniczej AGH w 1972. W 1977 otrzymał stopień naukowy doktora, a w 1989 doktora habilitowanego. W 1999 został mianowany profesorem. W latach 2005–2008 był dziekanem Wydziału Elektrotechniki, Automatyki, Informatyki i Elektroniki. Od 2008 do 2016 był prorektorem Akademii Górniczo-Hutniczej, najpierw ds. nauki i współpracy, a potem ds. współpracy. W 2019 odznaczony Krzyżem Oficerskim Orderu Odrodzenia Polski